# Temnaspis japonicus
Temnaspis japonicus es una especie de coleóptero de la familia Megalopodidae.

## Distribución geográfica
Habita en Japón.